# Churachandpur (district)
Churachandpur is een district van de Indiase staat Manipur. In 2001 telde het district 228.707 inwoners op een oppervlakte van 4574 km². Het westelijke gedeelte splitste zich in 2016 echter af en vormt sindsdien het district Pherzawl.
Bishnupur · Chandel · Churachandpur · Imphal-Oost · Imphal-West · Jiribam · Kakching · Kamjong · Kangpokpi · Noney · Pherzawl · Senapati · Tamenglong · Tengnoupal · Thoubal · Ukhrul